# 司農寺
司农寺是中国古代的一个官署。掌管粮食仓储、仓廪管理和京官朝官禄米供应。掌管国库收支谷物和货币。
北齐设立司农寺，大司农改称司农寺卿或司农卿，副官称司农少卿，隋唐两宋相沿，为九寺之一。掌管粮食仓储、仓廪管理和京官朝官禄米供应。掌管国库收支谷物和货币。本为国家财政机关、被户部取代。宋神宗时，为推行新法的重要机构。青苗法、农田水利法、免役法、保甲法都由它制定或执行。元朝设大农令，废除司农寺。